# Lieven Van Gerven
Lieven Van Gerven (Kallo, 16 september 1928 - Heverlee, 28 november 2002) was een Belgisch hoogleraar en bestuurder.

## Levensloop
Van Gerven werd geboren in een onderwijzersgezin met zes kinderen, waarvan de vader, Rijkhard, schooldirecteur was in zijn geboortedorp Kallo. Hij doorliep zijn humaniora aan het Sint-Jozefscollege te Turnhout en studeerde vervolgens natuurwetenschappen aan de Katholieke Universiteit Leuven en was er nadien hoogleraar aan de faculteit Wetenschappen(1963-1993).
Hij specialiseerde zich in de studie van de magnetische kernresonantie. 
In 1953 werd hij als eerste Vlaming verbonden aan het Interuniversitair Instituut voor Kernwetenschappen. In 1962 was hij medestichter en ondervoorzitter van de Leuvense Organisatie van Vlaamse Assistenten en Navorsers (LOVAN) die ook ijverde voor de taalkundige splitsing van de Leuvense universiteit.  Van 1971 tot 1977 was hij voorzitter van het departement natuurkunde van de Universiteit. Van 1976 tot 1984 was Van Gerven voorzitter van de Vereniging van Vlaamse Professoren en  zetelde hij als dusdanig in het bestuur van het Overlegcentrum van Vlaamse Verenigingen (OVV). Op verzoek van Clem De Ridder, de toenmalige voorzitter van het Davidsfonds, stelde Van Gerven zich in 1986 kandidaat om hem op te volgen.
Van 1986 tot 1995 was hij voorzitter van het Davidsfonds, alsook voorzitter van het Overlegcentrum van Vlaamse Verenigingen (OVV). In het OVV kwam hij regelmatig in botsing met verenigingen die in zijn ogen niet radicaal genoeg waren, zoals met het liberale Willemsfonds, het socialistische Vermeylenfonds en het IJzerbedevaartcomité.
Via het OVV werd hij in 1989 voorzitter van het Aktiekomitee Vlaanderen '90. In 1995 was Van Gerven een van de initiatiefnemers van het IJzerbedevaardersforum, hij was daarvan secretaris- penningmeester tot hij in 1997 aan de kant werd geschoven.
Hij was de vader van Koen Van Gerven, de CEO van bpost(2014-2020), en van Adinda Van Gerven, schepen in Brasschaat (N-VA).
Zijn uitvaartplechtigheid vond plaats in de Sint-Jan-de-Doperkerk in het Groot Begijnhof  te Leuven.